# Baliothrips dispar
Baliothrips dispar är en insektsart som först beskrevs av Alexander Henry Haliday 1836.  Baliothrips dispar ingår i släktet Baliothrips och familjen smaltripsar. Arten är reproducerande i Sverige. Inga underarter finns listade i Catalogue of Life.

## Bildgalleri

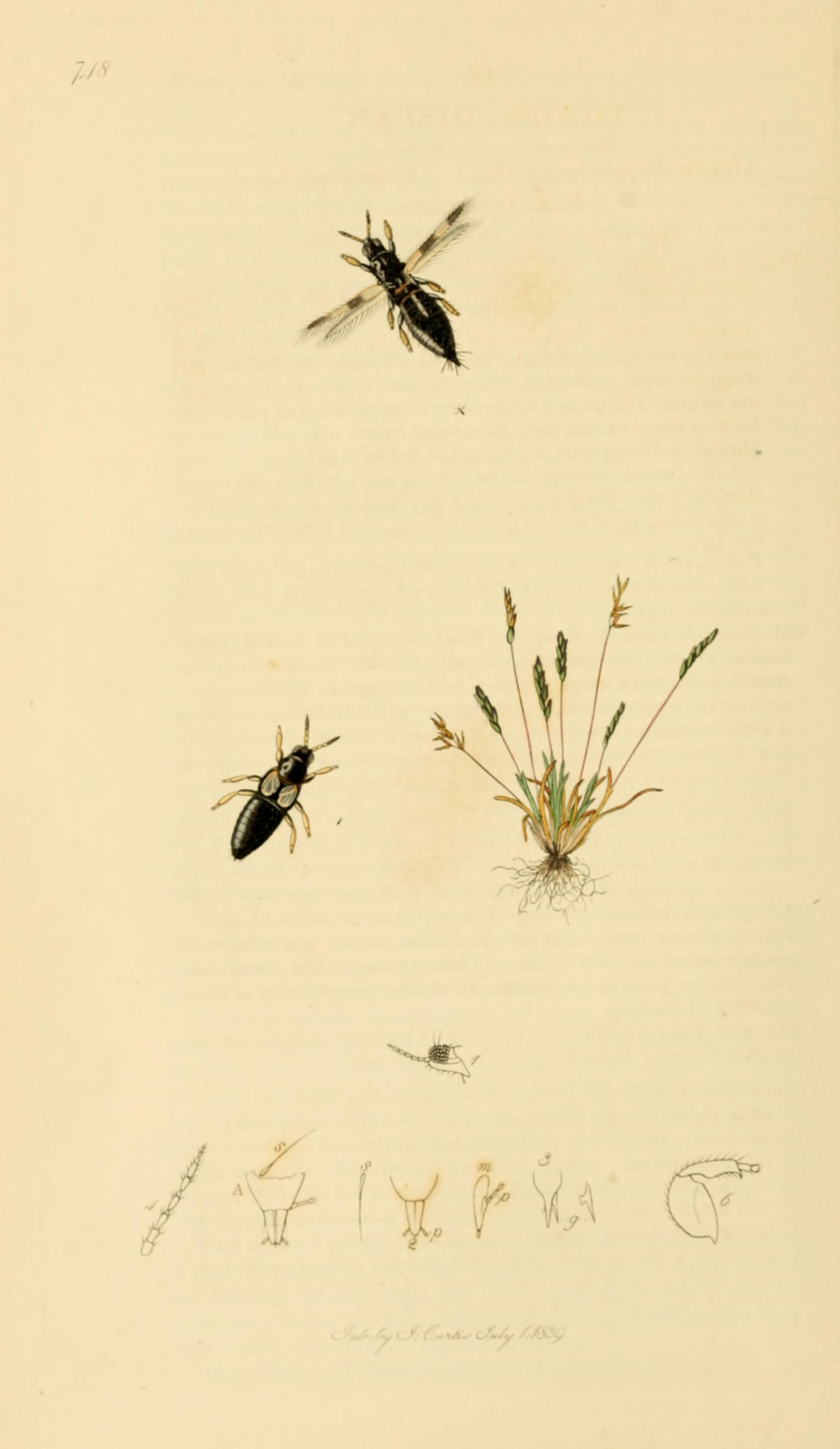